# Тромп, Фелипе
Фелипе Тромп (нидерл. Felipe Tromp; 15 октября 1917, Аруба, Кюрасао и зависимые территории — 12 августа 1995, Ораньестад) — государственный и политический деятель Арубы. Первый губернатор Арубы после того, как остров получил специальный статус в Королевстве Нидерландов. До назначения на должность губернатора работал учителем и занимал пост министра образования на Антильских островах (1958—1962). Вступил в должность губернатора 1 января 1986 года и работал до 12 марта 1992 года. Его сменил на посту губернатора Олиндо Колман.

## Биография
Родился 15 октября 1917 года на Арубе. После окончания средней школы переехал в Нидерланды, где получил степень по преподаванию. В 1945 году вернулся на Арубу и начал работать учителем. В 1949 году впервые был избран в парламент Нидерландских Антильских островов. 17 октября 1948 года стал одним из основателей Национального союза Арубы.
С 1951 по 1955 год работал в парламенте Арубы и участвовал в конференции за круглым столом о будущем Нидерландских Антильских островов. С 1958 по 1962 год занимал должность министра образования. В 1978 году ушёл в отставку с должности. 1 января 1986 года был назначен первым губернатором Арубы и работал до 1992 года.
Умер 12 августа 1995 года в возрасте 77 лет.

## Награды
Имеет Большой крест ордена Оранских-Нассау, награждён 12 марта 1992 года. В его честь названа начальная школа в Ноорде.